# Willie Donachie
William ("Willie") Donachie (Glasgow, 5 oktober 1951) is een Schotse ex-voetballer die later voetbalcoach werd. Hij was onder meer manager van Millwall FC. Donachie heeft 35 A-caps behaald voor Schotland, en meegespeeld op het WK voetbal 1978.
Donachie speelde onder andere voor Manchester City, Portland Timbers, Norwich City, Burnley FC en Oldham Athletic. Donachie was eerst assistent op Millwall FC, sinds juni 2006, maar werd op 22 november manager en tekende op 19 maart 2007 een tweejarig contract dat hij tot het jaar 2009 aan New Den Stadium manager zou blijven. Donachie werd na zijn eerste seizoen (2007/08) ontslagen bij Millwall FC.